# Salo
För andra betydelser, se Salo (olika betydelser).
Salo (finska: Salo) är en stad och kommun i landskapet Egentliga Finland i Finland. Staden är belägen 52 kilometer öster om Åbo och 112 kilometer väster om Helsingfors. Den genomflyts av Salo å som kallas Uskela å strax utanför själva orten. Salo har 51 400 invånare och en yta på 2 168,31 km². Salo blev köping 1887 och stad  1960. 
Salo stads språkliga status är numer enspråkigt finsk men kommunen hade även svenska som förvaltningspråk fram till år 1950. Det finns dock fortfarande en svenskspråkig minoritet i staden om cirka 600 personer. Den lilla svenskspråkiga befolkningen bor, av hävd, huvudsakligen närmast kusten i söder; Finby var officiellt tvåspråkig vid kommunsammanslagningen. Salo har också en stor andel invånare av utländsk härkomst, vilket gör den till en av de invandrartätaste orterna i Finland.
Mobiltelefontillverkaren Nokias huvudfabrik låg fram till september månads utgång 2012 i Salo, då den lade ner produktionsenheten för gott i staden. Själva tillverkningen upphörde redan några månader dessförinnan, närmare bestämt under juli månad.
I staden ges ut två finskspråkiga lokaltidningar: Salon Seudun Sanomat och Perniönseudun Lehti.
Den nuvarande kommunen Salo föddes den 1 januari 2009 när de tidigare kommunerna och städerna Bjärnå, Halikko, Kiikala, Kisko, Kuusjoki, Muurla, S:t Bertils, Salo, Suomusjärvi och Finby sammanslogs. Tidigare hade Uskela kommun inkorporerats med Salo.

## Historia
Salo kyrksocken har möjligen grundats på 1300-talet. Salo hörde ursprungligen till Uskela men kallas i slutet av medeltiden kapell. Ändå nämns Salo på 1300-talet som en separat enhet från Uskela och kan därför då ha varit en egen kyrksocken som sedan anslöts till Uskela eller en kapellsocken. Salo nämns första gången 1325.

## Geografi
Några byar inom Salo stad som tidigare hörde till Uskela är Breidilä (fi. Preitilä) och Ullenböle (fi. Ullenpyöli). I kommunen finns också viken Halikkoviken (fi. Halikonlahti).

### Vattendrag
Nästan 200 km² av Salos yta är vatten, av vilket största delen är hav. Bland de viktigaste vattendragen på fastlandet är Uskela ås och Halikko ås vattensystem.

## Politik

### Mandatfördelning i Salo stad, valen 1976–2025
| 6 | 17 | 2 | 4 | 2 |  | 11 |

| 5 | 18 | 4 | 2 |  | 13 |

| 4 | 18 |  | 4 |  | 15 |

| 3 | 18 |  | 5 |  | 15 |

| 3 | 21 |  | 3 | 2 | 13 |

| 3 | 17 |  | 4 |  | 17 |

| 3 | 16 | 5 | 5 |  | 13 |

| 2 | 17 |  | 6 |  | 3 | 13 |

| 20 | 23 |

|  | 23 | 4 |  | 20 |  | 21 |

| 43 | 32 |

|  | 12 | 3 | 7 | 12 |  | 14 |

| 32 | 19 |

|  | 13 | 5 | 6 | 11 |  | 12 |

| 27 | 24 |

|  | 11 | 4 | 11 | 11 |  | 11 |

| 31 | 20 |

| 3 | 15 | 5 | 5 | 11 |  | 11 |

| 28 | 23 |

## Ekonomi och infrastruktur

### Näringsliv

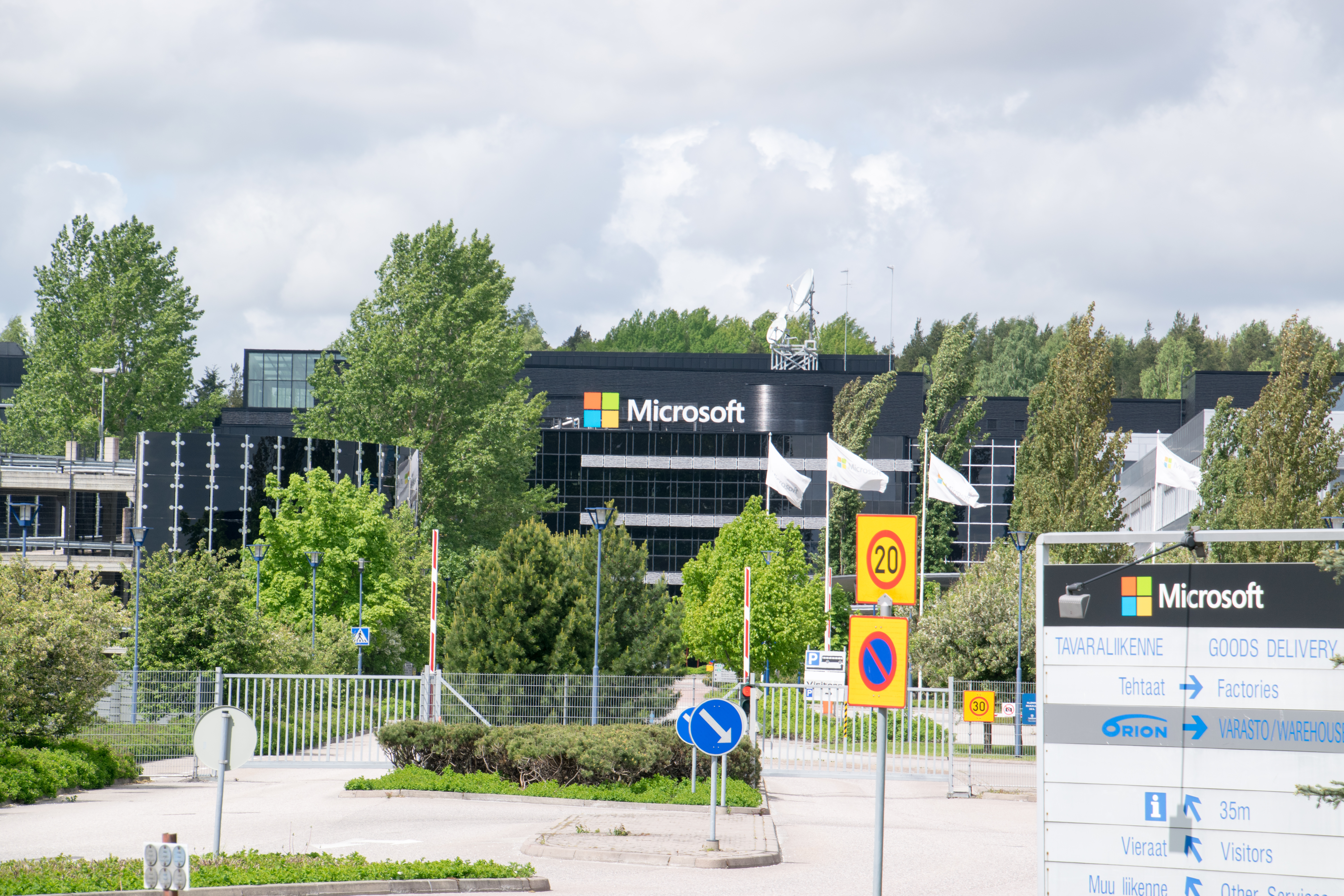
Microsofts enheter i Salo.

Salo har hittills varit känt för sin elektronikindustri. Salo blev en elektronikstad redan på 1920-talet då två salobor började tillverka radioapparater under varumärket Salora. Något senare startade tillverkningen av radiotelefonapparater och tv-apparater. Sedermera startade tillverkningen av mobiltelefoner, vilket skulle bli under många år en stor industriframgång i Finland. I juli 2012 upphörde tillverkningen av mobiltelefoner och i september lades fabriken ner på grund av dålig lönsamhet. Produktutvecklingen av mobiltelefoner fortsätter emellertid i Salo.
Några betydande arbetsgivare i Salo är
- Microsoft Mobile (bildat av Nokias mobiltelefonenhet).
- Salo stad.
- Suur Seudun Osuuskauppa.
- Hella Lightning Finland Oy.
- Antti-Teollisuus Oy.
- Piiroinen Oy.

### Infrastruktur

#### Kommunikationer
Riksväg 1 som går mellan Åbo och Helsingfors passerar genom Salo. Stamväg 52 som går mellan Ekenäs och Somero passerar också genom Salo.
Järnvägstrafik har funnits i Salo sedan slutet av 1890-talet genom Kustbanan.

#### Utbildning
Stadens skolväsende upprätthåller 32 finskspråkiga lågstadieskolor (åk 1–6) och 1 svenskspråkig lågstadieskola (åk 1–6) samt 5 finskspråkiga högstadieskolor (åk 7–9) inom den grundläggande utbildningen. Specialundervisning i årskurserna 7–9 ges i tre skolor.
Här finns tre finskspråkiga gymnasieskolor och ett vuxengymnasium
Bland övriga skolor förtjänar att nämnas:   
- Turun ammattikorkeakoulu, som är Åbo yrkeshögskolas campus i Salo.
- Salon kansalaisopisto, som är en folkhögskola.
- Salon musiikkiopisto, som är ett musikinstitut.

## Demografi

### Befolkningsutveckling
| Befolkningsutvecklingen i Salo stad 1975–2020                                                                | Befolkningsutvecklingen i Salo stad 1975–2020 | Befolkningsutvecklingen i Salo stad 1975–2020 | Befolkningsutvecklingen i Salo stad 1975–2020 | Befolkningsutvecklingen i Salo stad 1975–2020 |
| --- | --------------------------------------------- | --------------------------------------------- | --------------------------------------------- | --------------------------------------------- |
| |                                               |                                               |                                               |                                               |
| År |                                               |                                               | Folkmängd                                     |                                               |
| 1975 | 1975                                          |                                               | 47 916                                        |                                               |
| 1980 | 1980                                          |                                               | 47 638                                        |                                               |
| 1985 | 1985                                          |                                               | 48 505                                        |                                               |
| 1990 | 1990                                          |                                               | 49 834                                        |                                               |
| 1995 | 1995                                          |                                               | 50 922                                        |                                               |
| 2000 | 2000                                          |                                               | 52 604                                        |                                               |
| 2005 | 2005                                          |                                               | 53 672                                        |                                               |
| 2010 | 2010                                          |                                               | 55 235                                        |                                               |
| 2015 | 2015                                          |                                               | 53 890                                        |                                               |
| 2020 | 2020                                          |                                               | 51 562                                        |                                               |
| Anm: Uppgifterna avser förhållandena den 31 december nämnda år enligt områdesindelningen den 1 januari 2022. |                                               |                                               |                                               |                                               |

## Kultur

### Sevärdheter
- Salon Taidemuseo Veturitalli (Salo konstmuseum). Museet har året om löpande utställningar med olika teman.
- Halikon Rikalanmäki. Vid Rikalanmäki i Halikko finns ett av Finlands mest betydande fornlämningsområden.
- Salos historiska museum Samu.
- Uskela kyrka, är Salo församlings huvudkyrka. Det är en urgammal kyrkplats, och den nuvarande kyrkan i sten är uppförd 1832.
- Tykös historiska järnbruk: Kirjakkala, Tykö (finska: Teijo) och Mathildedal.
- Regionens många herrgårdar, varav kan nämnas det året runt öppna Wiurila herrgård i Halikko.[11]

### Idrott

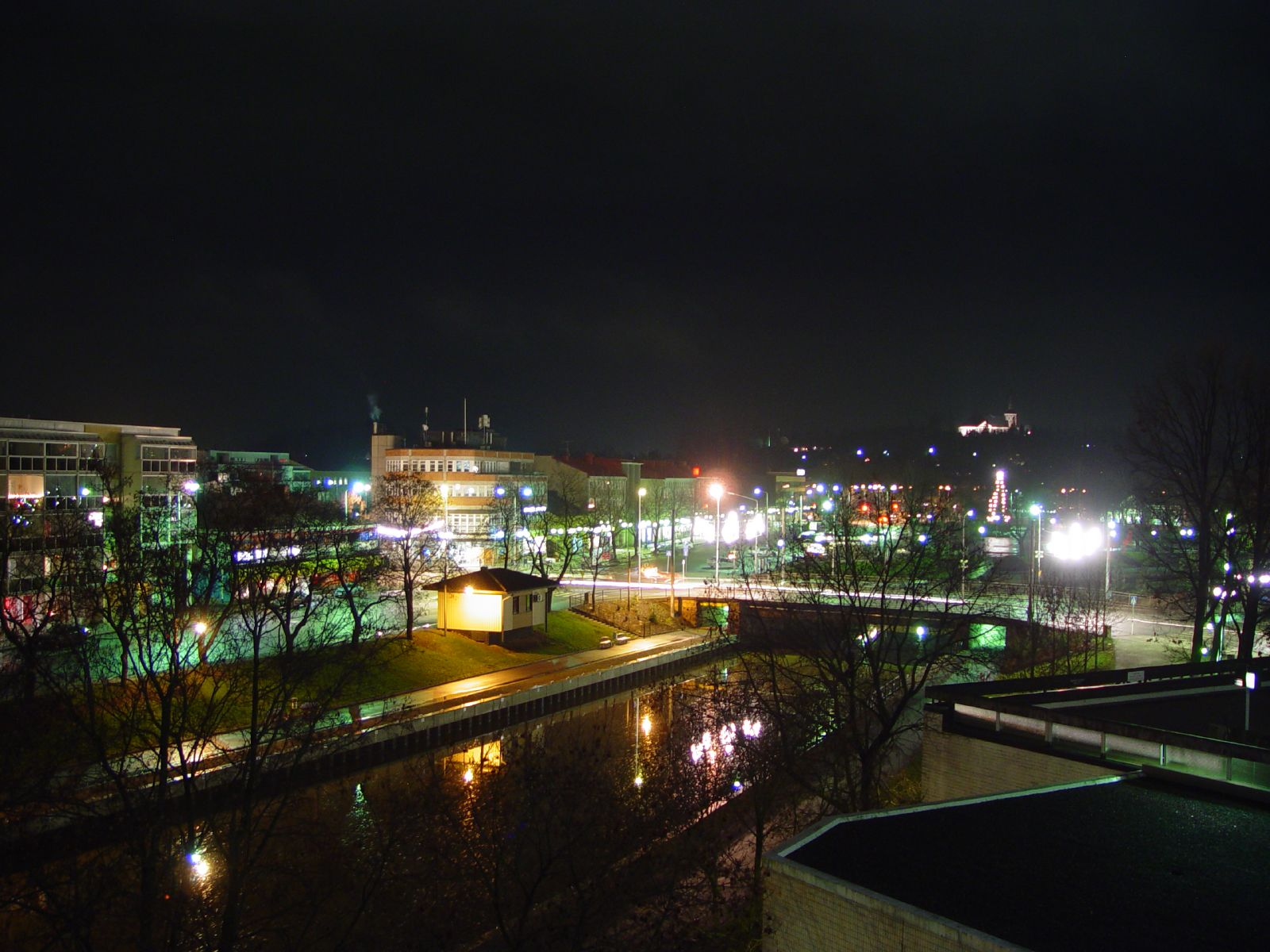
Salo centrum på natten.

Här finns en ishall som rymmer cirka 800 åskådare.
Ett axplock idrottsföreningar inom staden är:
- Angelniemen Ankkuri(en), som är en framgångsrik orienteringsklubb.
- Perniön Urheilijat , som är en i Bjärnå verksam längdskidåkningsförening.
- Rasti - Perniö, som är en i Bjärnå verksam orienteringsklubb.
- Salo Hockey Team, som är en ishockeyklubb för ungdomar.
- Salon Budoseura, som är en judoklubb.
- LP Viesti Salo, som har blivit finska mästare i volleyboll flera gånger.